# Мейнгард, Александр Адольфович
Алекса́ндр Адо́льфович Мейнга́рд (Мейнгардт) (23 января [4 февраля] 1825, Санкт-Петербург — 16 [28] декабря 1894, Москва) — русский архитектор, один из основателей Московского архитектурного общества, московский губернский архитектор.

## Биография
Родился в 1825 году в Санкт-Петербурге в семье музыканта Адольфа-Густав Мейнгард(т)а (1785—1875), происходил из дворянского рода Мейнгардтов. В 1847 году окончил Петербургское строительное училище, получив звание архитектора-помощника и распределение в Тульскую губернию в губернскую строительную и дорожную комиссию. В Туле состоял архитектором при Тульском кадетском корпусе.
В 1855 году был назначен в Москву архитектором 2-го отделения IV Округа путей сообщения. В 1867 году А. А. Мейнгард получил звание инженера-архитектора. С 1867 года состоял сверхштатным техником, а с 1868 — младшим инженером Строительного отделения Московского губернского правления. В 1869 Мейнгард был назначен Московским губернским архитектором. В 1876 году стал губернским инженером для казенных учреждений (больниц, богаделен, тюрем и др.). В 1867 году вместе с группой единомышленников основал Московское архитектурное общество. В 1868—1887 годах являлся архитектором Попечительного совета заведений общественного призрения. Состоял членом многочисленных комитетов и комиссий: по постройке центральной пересыльной тюрьмы; по участию России в международной выставке в Брюсселе, по сооружению памятника Александру II; для построения конторы Госбанка в Москве и других.
Был женат на Софие Иоганне Матильде Мориц (1828—1863), а после смерти супруги женился на её младшей сестре Юлии-Евгении (Евгении Карловне) Мориц (1833—1912). От первого брака имел шестерых сыновей. В начале 1894 года А. А. Мейнгардт вместе с супругой и детьми был записан в третью часть Дворянской родословной книги Тульской губернии.
Похоронен на Введенском кладбище (7 уч.).

## Проекты и постройки

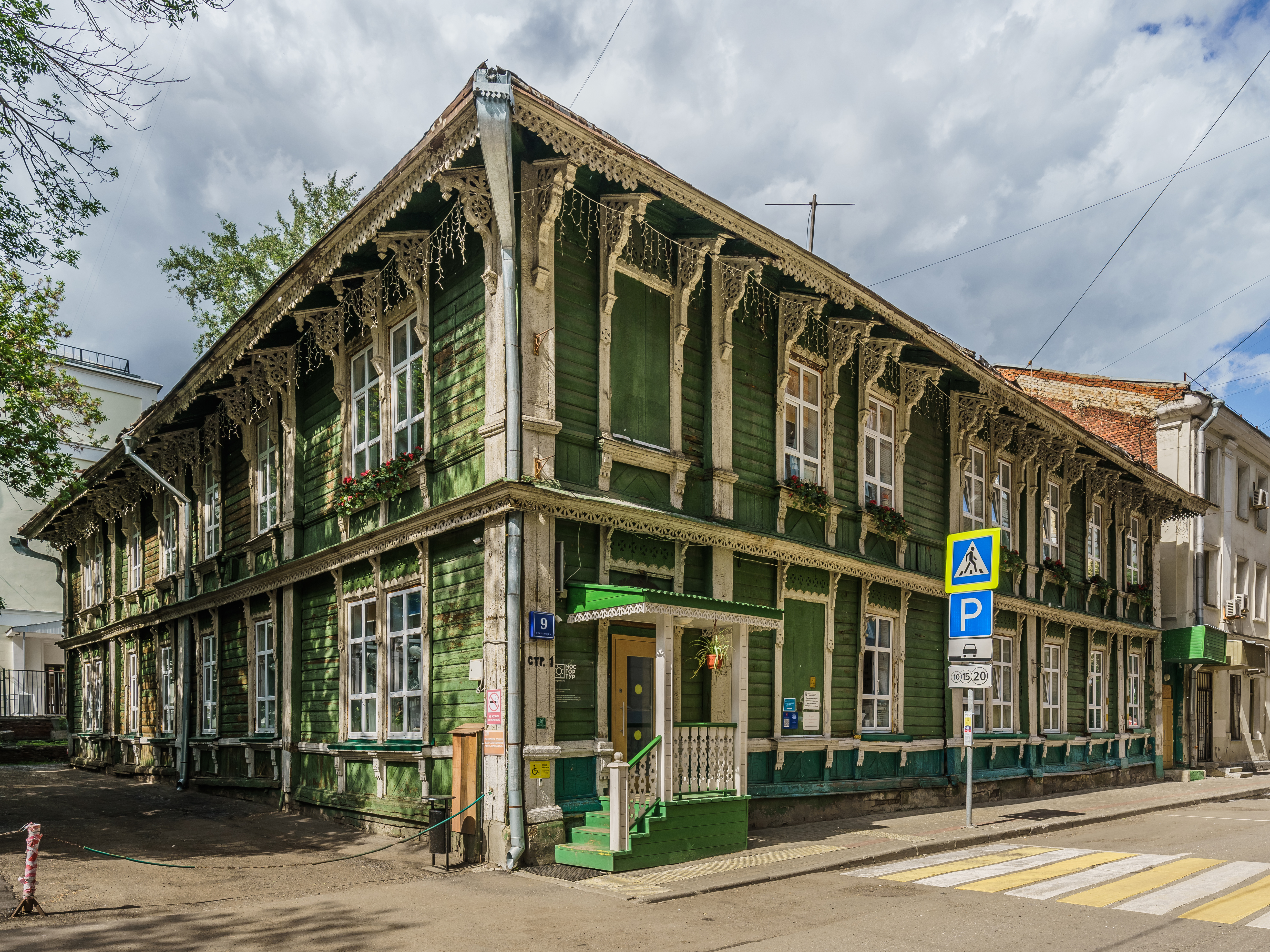
Дом по переулку Огородная слобода, 9

- Тюремный замок (1849—1855, Чернь, Тульская область);
- Перестройка лютеранской церкви Петра и Павла (1861, Москва, Старосадский переулок, 7), позднее перестроена В. А. Коссовым;
- Церковь при временной тюрьме (1876, Москва), не сохранилась;
- Домовая церковь в доме губернатора (Москва), не сохранилась;
- Корпус для одиночного заключения Бутырской тюрьмы (1870, Москва, Новослободская улица, 43, во дворе);
- Корпуса складочной таможни на Каланчевской площади (1870, Москва, Комсомольская площадь, 1а, во дворе);
- Корпуса Староекатерининской больницы (1873, Москва, улица Щепкина, 61/2)[2];
- Корпуса Преображенской психиатрической больницы (1873, Москва, Матросская Тишина, 20);
- Перестройка корпуса для чернорабочих под часовню (1874, Москва, Новая Басманная улица, 48);
- Юго-Западные ворота Введенского кладбища (1870-е, Москва, Госпитальный вал, 4), объект культурного наследия регионального значения[2];
- Жилой дом (1877, Москва, Озерковская набережная, 8 стр. 1)[2];
- Доходный дом А. И. Катык (1899, Москва, Леонтьевский переулок, 24 стр. 1), выявленный объект культурного наследия[2];
- Дом деревянный (конец XIX века, Москва, Переулок Огородная Слобода, 9, стр. 1)[2].

## Награды
Медаль «В память войны 1853—1856»